# Дебриште
Дебриште (мкд. Дебриште) је насеље у Северној Македонији, у средишњем делу државе. Дебриште је насеље у оквиру општине Росоман.

## Географија
Дебриште је смештено у средишњем делу Северне Македоније. Од најближег већег града, Кавадараца, насеље је удаљено 15 km западно.
Насеље Дебриште се налази у историјској области Тиквеш. Село је изнад долине Црне Реке, у западном ободу Тиквешке котлине. Западно од насеља издиже се планина Клепа. Насеље је положено на приближно 240 метара надморске висине, у брдском подручју. 
Месна клима је измењена континентална са значајним утицајем Егејског мора (жарка лета).

## Становништво
Дебриште је према последњем попису из 2002. године имала 92 становника.
Већинско становништво у насељу су етнички Македонци (99%).
Претежна вероисповест месног становништва је православље.